# エフシー製作所
株式会社エフシー製作所（エフシーせいさくじょ）は、かつて存在したフィルム現像機、その他写真仕上げ用品等のメーカーである。第1回全国発明コンクールで発明協会賞を受賞した茶谷薫重が設立した。

## 沿革
- 1929年 -  創業。写真用品輸出専門商社エフ・チャータン商会を設立。
- 1935年 -  当時、画期的なDP専門チェーン店、A.P.S.(アマチュア・フォト・サービス)を併設。
- 1937年 -  写真仕上製作部門を新設。A.P.S.自家用国産第一号フィルム自動現像機を製作。
- 1952年 -  A.P.S.解散。株式会社エフシー製作所として新発足。
- 1960年 -  研究部でメタル・フォーカル・プレーンシャッターを開発。発明者、茶谷薫重第1回全国発明コンクールで発明協会賞受賞。
- 1961年 -  戦後第1号フィルム自動現像機製作。
- 1976年 -  世界初の超高速自動現像機を発表。印刷業界機器の開発、販売開始。
- 1986年 -  コンピュータの時代となり、ネガカラー自動現像機CFP203Bにマイコン搭載を発表。続いて各ネガカラー機、リバーサルカラー機にもマイコンを搭載。白黒ネガフィルム自動現像機もショートリーダー式でマイコン対話式として発表。高温・高速現像機として新聞社、スライド製作ラボなどで圧倒的シェアを得る。
- 2010年8月18日 - リーマン・ショックによる売上減、円高での損失により自己破産。負債総額は約5億円[1]。